# True en het Regenboogrijk
True en het Regenboogrijk (Engels: True and the Rainbow Kingdom) is een Canadese animatieserie gebaseerd op het werk van het Amerikaanse kunstenaarsduo FriendsWithYou. De serie werd in Canada door Guru Studio geproduceerd voor de Amerikaanse streamingdienst Netflix.
Aan de ontwikkeling en productie werd meegewerkt door het Amerikaanse kunstenaarsduo FriendsWithYou en I Am Other (een bedrijf van Pharrell Williams). Het eerste seizoen van de serie begon op Netflix in augustus 2017.

## Personages
- True - stem Michela Luci, Nederlandse stem Elaine Hakkaart, Vlaamse stem Ann Van den Broeck
- Bartleby - stem Jamie Watson, Nederlandse stem Jürgen Theuns, Vlaamse stem Sven De Ridder
- Rainbow King (Regenboogkoning) - stem Eric Peterson, Nederlandse stem Reinder van der Naalt, Vlaamse stem Anton Cogen
- Zee - stem Dante Zee, later Nicolas Aqui, Nederlandse stem Justin Swagerman, Vlaamse stem Guy Crawford
- Grizelda - stem Anna Bartlam, Vlaamse stem Ann De Winne
- Frookie